# Amphiporus vittatus
Amphiporus vittatus är en djurart som tillhör fylumet slemmaskar, och. Amphiporus vittatus ingår i släktet Amphiporus och familjen Amphiporidae. Inga underarter finns listade i Catalogue of Life.